# Concón
Concón är en kommun och stad i Chile.   Den ligger i provinsen Provincia de Valparaíso och regionen Región de Valparaíso, i den södra delen av landet, 90 km nordväst om huvudstaden Santiago de Chile.